# 浅野敏雄
浅野 敏雄（あさの としお、1952年12月4日 - ）は、日本の経営者、薬学博士。旭化成社長を務めた。

## 経歴・人物
富山県高岡市出身。1975年に東京大学薬学部を卒業し、同年に旭化成工業に入社。2010年4月に旭化成ファーマ代表取締役社長兼社長執行役員に就任し、翌年4月に旭化成執行役員も兼任した。2014年4月に社長執行役員に就任し、同年6月には代表取締役社長も兼任した。2016年に杭打ちデータ改ざん問題における責任を取る形で社長を辞任。昭和女子大学理事とがん研究会理事長を務めている。